# هوكست تلوين

الصيغة الكيميائية لهوكستات التلوين 33258، 33342، 34580، باستبدال الجذر R بالصيغة المقابلة.

هوكست تلوين هو جزء من عائلة من الأصبغة الفلورية تستخدم لتلوين الدنا.، طورت هذه البسبينزميدات في البداية بواسطة شركة هوكست والتي رقمت كل مركباتها كي يكون الصباغ هوكست 33342 المركب رقم 33342 الذي تصنعه الشركة. توجد ثلاث اصبغة هوكست متشابهة الصيغة هي الهوكست 33258، الهوكست 33342، والهوكست 34580. الصباغين هوكست 33258 و الهوكست 33342 هما الأكثر استعمالا ولديهما طيف انبعاث مثار متماثل.